# Manyika
Le manyika (cimanyika) est un dialecte du shona (langue) parlée au Zimbabwe et au Mozambique. Le tewe est parfois considéré comme étant un de ses dialectes.

## Écriture
| a  | b | bh | bv | c | d | dh | dz | dzv | e | f  | g   | h | i | j  | k | m | mh | n  | nh | n’ |
| ny | o | p  | pf | q | r | s  | sh | sv  | t | ts | tsv | u | v | vh | w | y | z  | zv | zh |    |